# Железнов, Михаил Петрович
Железнов Михаил Петрович (28 сентября 1912, Пензенская губерния — 13 августа 1978, Ленинград, СССР) — советский живописец и график, член Ленинградского Союза художников.

## Биография
Родился 28 сентября 1912 года в Пензенской губернии в многодетной крестьянской семье. В 1929 окончил сельскую школу и был командирован в Москву для учёбы на рабфаке при московском ВХУТЕИНе, где занимался до 1930 года. В 1930 году после реорганизации рабфака был переведён в Ленинград на рабфак при ленинградском ВХУТЕИНе, который в том же году был преобразован в Институт пролетарского изобразительного искусства. В 1932 был зачислен на первый курс института, который с 1933 года именовался как Ленинградский институт живописи, скульптуры и архитектуры при Всероссийской Академии художеств.
В 1938 году окончил институт по мастерской И. Бродского с присвоением звания художника живописи. Дипломная работа — картина «Счастливое детство». В одном выпуске с ним институт окончили Пётр Васильев, Анатолий Казанцев, Александр Лактионов, Анатолий Яр-Кравченко, Юрий Непринцев и другие известные в будущем художники. Дружбу и тесное творческое общение со многими из них Железнов сохранит до конца жизни.
После окончания института был направлен преподавателем в Елецкое художественное училище. В 1940 вернулся в Ленинград, работал в Ленизо. В январе 1942 был призван в Красную Армию, окончил курсы младших лейтенантов, воевал на Ленинградском фронте, участвовал в боях под Невской Дубровкой, командовал стрелковым взводом, затем ротой. В начале 1943 был ранен. После выздоровления был откомандирован в запасной офицерский полк в группу военных художников фронта, возглавляемую А. Яр-Кравченко, где выполнял задания политотдела фронта как художник. Участвовал в выставках работ художников Ленинградского фронта. Демобилизовался в звании лейтенанта, был награждён Орденом Отечественной войны 2 степени, медалями «За оборону Ленинграда», «За победу над Германией».
После демобилизации работал в Ленизо. Участвовал в выставках с 1940 года, экспонируя свои работы вместе с произведениями ведущих мастеров изобразительного искусства Ленинграда. Ведущий жанр — живописный портрет. Писал также пейзажи, жанровые композиции, натюрморты. Одна из ведущих тем творчества — детские и юношеские образы. Среди произведений, им созданных, картины «Студентка» (1939), «Нарва», «Обезвреживание мины» (1944), «Фронтовые дороги» (1947), «Мордовка» (1954), «Школьница» (1955), «Детский сад на даче» (1957), «Портрет мордовки» (1958), «Портрет студентки», «Портрет артиста Г. Н. Самойлова» (обе 1960), «Дети» (1961), «Портрет штукатура Р. Матвеевой» (1962), «Портрет старого большевика М. Ф. Огурцова» (1964), «Портрет Героя Социалистического труда В. Воячека» (1970), «Портрет П. Е. Смирнова, Героя Социалистического труда» (1971) и другие. Член Ленинградского Союза художников с 1946 года.
Скончался 13 августа 1978 года в Ленинграде на 66-м году жизни. 
Произведения М. П. Железнова находятся в музеях и частных собраниях в России, Франции, США, Италии, Великобритании и других странах.

## Выставки
- 1955 год (Ленинград): Весенняя выставка произведений ленинградских художников.
- 1957 год (Ленинград): 1917 - 1957. Выставка произведений ленинградских художников.
- 1958 год (Ленинград): Осенняя выставка произведений ленинградских художников.
- 1960 год (Ленинград): Выставка произведений ленинградских художников 1960 года.
- 1960 год (Ленинград): Выставка произведений ленинградских художников.
- 1961 год (Ленинград): «Выставка произведений ленинградских художников» открылась в залах Государственного Русского музея .
- 1962 год (Ленинград): "Осенняя выставка произведений ленинградских художников".
- 1964 год (Ленинград): Ленинград. Зональная выставка.
- 1971 год (Ленинград): Наш современник. Каталог выставки произведений ленинградских художников 1971 года.